# Luis Alcoriza de la Vega
Luis Alcoriza de la Vega (Badajoz, 1920 — Cuernavaca, Mèxic, 3 de desembre de 1992) va ser un realitzador, actor i guionista cinematogràfic espanyol nacionalitzat mexicà.

## Biografia
Provinent d'una família d'actors, es va exiliar a causa de la Guerra Civil Espanyola, primer al Marroc Espanyol i posteriorment a Sud-amèrica, des d'on va arribar finalment en 1940 a Mèxic, país en el qual es va establir fins a la seva mort.
El seu pare, Amalio Alcoriza, tenia una important companyia teatral amb la qual representava especialment drames policíacs i gènere flamenc. La seva mare, segons Alcoriza, era una gran actriu de formació clàssica a qui li disgustaven els gèneres menors que es veia obligada a representar amb la companyia familiar. Tota la companyia va romandre unida fins a arribar a Mèxic, on només van poder subsistir uns mesos. Alcoriza va passar a formar part de la companyia de les germanes Blanch, a les quals, posteriorment, va recompensar donant-los diversos papers a les seves pel·lícules.
Va col·laborar amb Luis Buñuel en vuit dels seus guions. Grans amics era considerat el seu «deixeble», cosa que ell sempre va negar rotundament, al·legant que «Buñuel mai li va fer classes». Insistia Alcoriza que les similituds podien venir donades per les fonts culturals comunes, però mai d'una imitació o una relació de professor-alumne. No obstant això, gràcies a la crítica especialitzada, avui diversos títols de l'obra de Alcoriza han estat revaloritzats.. El 1962 la seva pel·lícula Tlayucan va ser nominada a l'Oscar a la millor pel·lícula de parla no anglesa.

## Filmografia

### Com a guionista
- 1946: El ahijado de la muerte
- 1947: Una extraña mujer
- 1948: Nocturno de amor
- 1948: Enrédate y verás
- 1948: Flor de caña
- 1949: Negra consentida
- 1949: Los amores de una viuda
- 1949: El gran calavera
- 1949: Un cuerpo de mujer
- 1950: Tú, solo tú
- 1950: La liga de las muchachas
- 1950: Hipólito el de Santa
- 1950: Mala hembra
- 1950: Si me viera don Porfirio
- 1950: Huellas del pasado
- 1950: Los olvidados
- 1951: El siete machos
- 1951: Si usted no puede, yo si
- 1951: La hija del engaño
- 1951: Los enredos de una gallega
- 1951: Canasta uruguaya
- 1951: Anillo de compromiso
- 1952: Hambre nuestra de cada día
- 1952: Carne de presidio
- 1953: El bruto
- 1953: No te ofendas, Beatriz
- 1953: Él
- 1954: La ilusión viaja en tranvía
- 1954: La visita que no tocó el timbre
- 1954: Sombra verde
- 1955: ...Y mañana serán mujeres
- 1955: La vida no vale nada
- 1955: La tercera palabra
- 1955: El río y la muerte
- 1956: El rey de México
- 1956: El inocente
- 1956: La mort en ce jardin
- 1957: Morir de pie
- 1958: A media luz los tres
- 1958: Escuela de rateros
- 1959: El cariñoso
- 1959: El hombre de alazán
- 1959: La fièvre monte à El Pao
- 1959: El toro negro
- 1959: El esqueleto de la señora Morales
- 1960: Los jóvenes
- 1961: Guantes de oro
- 1961: Suicídate, mi amor
- 1962: El ángel exterminador
- 1962: Tlayucan
- 1963: Tiburoneros
- 1963: Amor y sexo (Safo '63)
- 1965: El gángster
- 1964: Tarahumara (Cada vez más lejos)
- 1965: Fiebre de juventud (Romance en Ecuador)
- 1966: Mil máscaras
- 1966: Juego peligroso (Episodi: "Divertimento")
- 1967: Amor en el aire
- 1968: La puerta y La mujer del carnicero
- 1968: Romeo contra Julieta
- 1969: Persíguelas y alcanzalas
- 1969: Las figuras de arena
- 1970: Pancho Tequila
- 1970: El oficio más antiguo del mundo
- 1970: Paraíso
- 1971: La chamuscada
- 1972: Mecánica nacional
- 1973: El derecho de los pobres
- 1973: Valente Quintero (pel·lícula)
- 1974: El muro del silencio
- 1975: Presagio
- 1975: Las fuerzas vivas
- 1977: El arracadas
- 1978: Los días del pasado
- 1979: En la trampa
- 1981: Semana santa en Acapulco
- 1982: Tac-tac (Han violado a una mujer)
- 1983: El amor es un juego extraño
- 1987: Lo que importa es vivir
- 1988: Viacrucis nacional (Día de difuntos)
- 1990: La sombra del ciprés es alargada
- 1994: 7000 días juntos
- 1996: Pesadilla para un rico

### Com a director
- 1961: Los jóvenes
- 1962: Tlayucan
- 1963: Tiburoneros
- 1964: Amor y sexo (Safo '63)
- 1965: El gángster
- 1965: Tarahumara (Cada vez más lejos)
- 1967: Juego peligroso (Episodi: "Divertimento")
- 1968: La puerta y la mujer del carnicero
- 1969: El oficio más antiguo del mundo
- 1970: Paraíso
- 1972: Mecánica nacional
- 1972: El muro del silencio
- 1974: Fe, Esperanza y Caridad (Episodio: "Esperanza")
- 1974: Presagio
- 1975: Las fuerzas vivas
- 1980: A paso de cojo
- 1981: Semana santa en Acapulco
- 1982: Tac-tac
- 1983: El amor es un juego extraño
- 1985: Terror y encajes negros
- 1987: Lo que importa es vivir
- 1988: Día de muertos
- 1990: La sombra del ciprés es alargada

### Com a actor
- 1941: La Torre de los suplicios
- 1942: La virgen morena
- 1943: Los miserables
- 1943: El rayo del sur
- 1944: San Francisco de Asís
- 1944: Naná : De Fauchery
- 1944: Rosa de las nieves
- 1945: Sierra Morena
- 1945: El Capitán Malacara
- 1946: María Magdalena: Pecadora de Magdala: Jesús Nazareno
- 1948: Reina de reinas: La Virgen María: Jesús, el Nazareno
- 1948: La casa de la Troya
- 1948: Flor de caña: Alberto
- 1949: El gran calavera: Alfredo
- 1950: Tú, solo tú
- 1950: La Liga de las muchachas

## Premis i distincions
Premis Oscar
| Any  | Categoria                             | Pel·lícula | Resultat |
| ---- | ------------------------------------- | ---------- | -------- |
| 1963 | Millor pel·lícula de parla no anglesa | Tlayucan   | Nominat  |

Festival Internacional de Cinema de Sant Sebastià
| Any  | Categoria                 | Pel·lícula | Resultat  |
| ---- | ------------------------- | ---------- | --------- |
| 1974 | Menció especial del Jurat | Presagio   | Guanyador |

- Medalla Salvador Toscano al Mèrit Cinematogràfic, 1992.